# Liechtenstein ai Giochi della XVII Olimpiade
Il Liechtenstein partecipò ai Giochi della XVII Olimpiade che si sono svolti a Roma dal 25 agosto all'11 settembre 1960, con una delegazione di 5 atleti impegnati in tre discipline: atletica leggera, ciclismo e tiro. Portabandiera alla cerimonia di apertura fu il diciannovenne decatleta Alois Büchel, alla sua prima Olimpiade. Büchel sarebbe stato alfiere per il suo paese anche a Tokyo 1964.
Per il Liechtenstein fu la quarta partecipazione ai Giochi estivi. Non furono conquistate medaglie.